# Pedro Miguel
Pedro Miguel ist eine portugiesische Gemeinde (Freguesia) im Kreis (Concelho) von Horta auf der Azoreninsel Faial.
Der Aussichtspunkt Miradouro do Cabouco am 1043 m hohen Alto do Cabouco bietet weite Blicke über das Gemeindegebiet, in dem sich mit dem Parque Florestal do Cabouco auch ein Waldgebiet befindet, das zudem als Erholungsgebiet Bedeutung hat. Ein beliebtes Fotomotiv ist die ehemalige Gemeindekirche Igreja de Nossa Senhora da Ajuda, die beim Erdbeben vom 9. Juli 1998 stark beschädigt wurde, aber stehen blieb. Sie steht weiterhin unter Denkmalschutz.

## Geschichte
Der Ortsname geht vermutlich auf einen der ersten Siedler zurück.
Im Jahr 1600 wurde die Gemeinde Pedro Miguel begründet und die Gemeindekirche errichtet. Die kleine Befestigung Forte Baixo bewachte danach den kleinen Fischereihafen. 1643 zählte die Gemeinde 384 Einwohner in 113 Haushalten.
Pedro Miguel wurde am 9. Juli 1998 von einem Erdbeben stark zerstört. Im Ortskern erhebt sich die Ruine der bei dem Beben eingestürzten und danach von einem Brand heimgesuchten, nicht wieder aufgebauten, dreischiffigen Kirche.

## Verwaltung
Pedro Miguel ist Sitz einer gleichnamigen Gemeinde (Freguesia) im Kreis (Concelho) von Horta. Die Gemeinde hat eine Fläche von 14,5 km², ihre Bevölkerung betrug 737 Einwohner am 19. April 2021.
Folgende Orte und Ortsteile liegen in der Gemeinde:
- Cabeço Redondo
- Canada do Cabeço Redondo
- Grota Funda
- Pedro Miguel